# مهدی حسینی (بازیکن فوتبال)
سید مهدی حسینی (زادهٔ ۲۵ شهریور ۱۳۷۲) بازیکن فوتبال اهل ایران است که در پست هافبک میانی برای باشگاه فوتبال تراکتور در لیگ برتر خلیج فارس بازی می‌کند.

## سوابق باشگاهی
صبای قم
حسینی متولد استان قم و فوتبال خود را از صبا قم شروع کرد و سه فصل در این تیم حضور داشت. با مثبت اعلام شدن تست دوپینگ به دیلی استفاد از استروئید آنابولیک حسینی دوسال از مسابقات فوتبال محروم شد.
گل ریحان البرز
در سال ۲۰۱۷ با قرار دادی یکساله به این باشگاه در لیگ آزادگان پیوست و ۲۵ بازی انجام داد.
آلمینیوم اراک
در سال ۲۰۱۸ با قرار دادی ۳ ساله به این باشگاه صنعتی پیوست و ۶۷ بازی انجام داد و به تیم ملی توسط سرمربی وقت تیم ملی فوتبال ایران کارلوس کی‌روش نیز دعوت شد.
مس رفسنجان
در ادامه درخشش خود با قراردادی دو ساله به باشگاه فوتبال مس رفسنجان پیوست و ۶۷ بازی انجام داد.
تراکتور
در سال ۲۰۲۳ به تیم فوتبال تراکتورسازی پیوست و هم‌اکنون در این تیم مشغول به بازی است. او در تاریخ ۲۳ بهمن ۱۴٠۳ در جریان بازی با الخالدیه بحرین دچار آسیب‌دیدگی رباط صلیبی پای خود شد تا نتواند به ادامه بازی‌هایش برسد.

## افتخارات

#### تراکتور
- لیگ برتر خلیج فارس (۱): ۰۴–۱۴۰۳